# MÁV 378 sorozat
A MÁV 378 sorozat egy keskeny nyomtávolságú gőzmozdony sorozat volt.